# Anse Trabaud
L'Anse Trabaud est une plage située sur la commune de Sainte-Anne en Martinique.

## Géographie
L'Anse Trabaud est située entre la pointe d'Enfer à l'ouest et la pointe Baham à l'est, au pied du Morne des Pétrifications.
Le site est accessible à pieds uniquement, par la trace des Caps, à partir de la plage des Salines ou par la Baie des Anglais.

## Tourisme
La plage de l'Anse Trabaud est une plage isolée non surveillée, fréquentée par quelques adeptes du naturisme. 
Le sentier de la Trace des Caps longe la plage. 

## Quelques photos du site

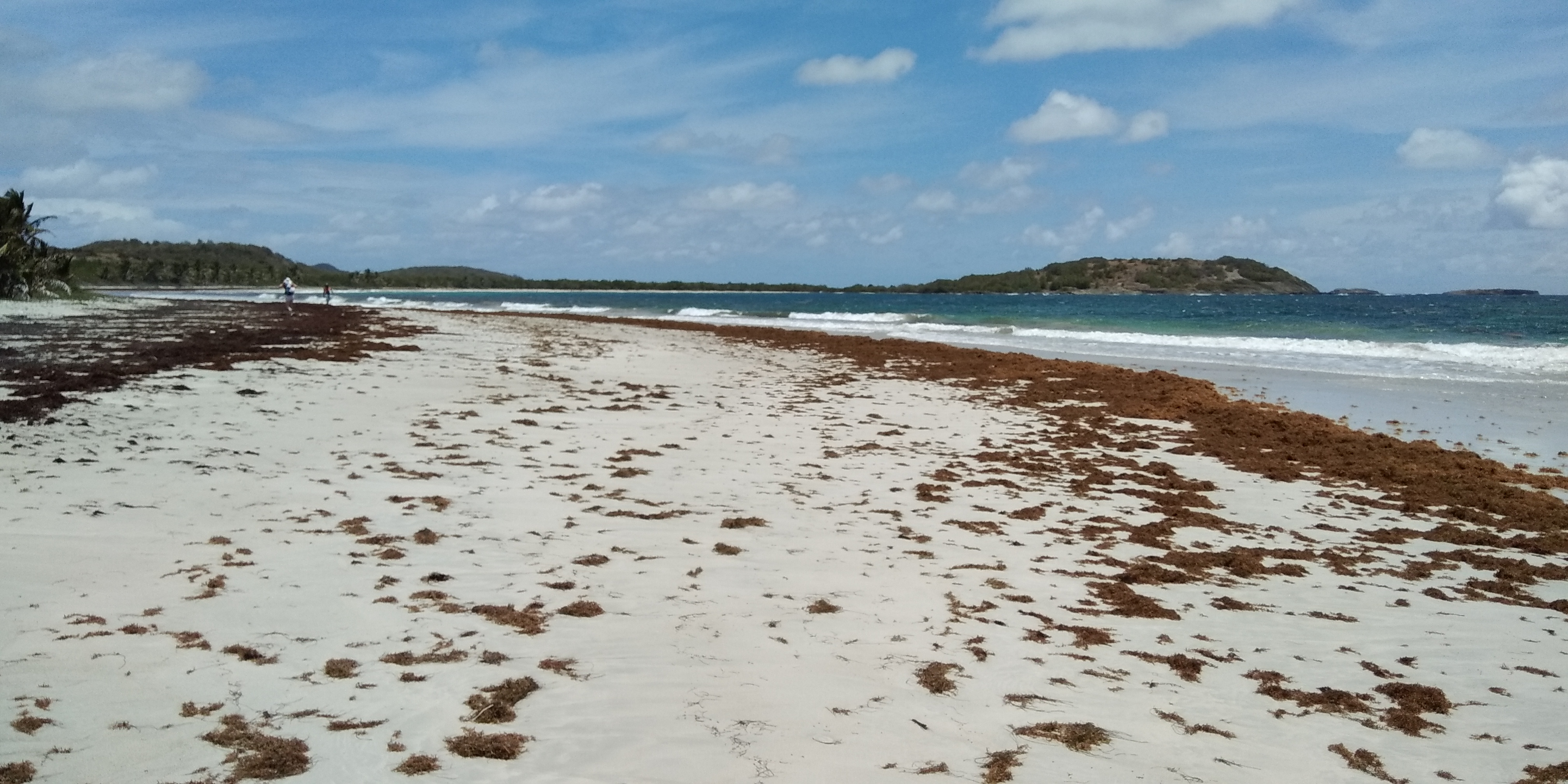
Vue en direction de la Pointe Baham.
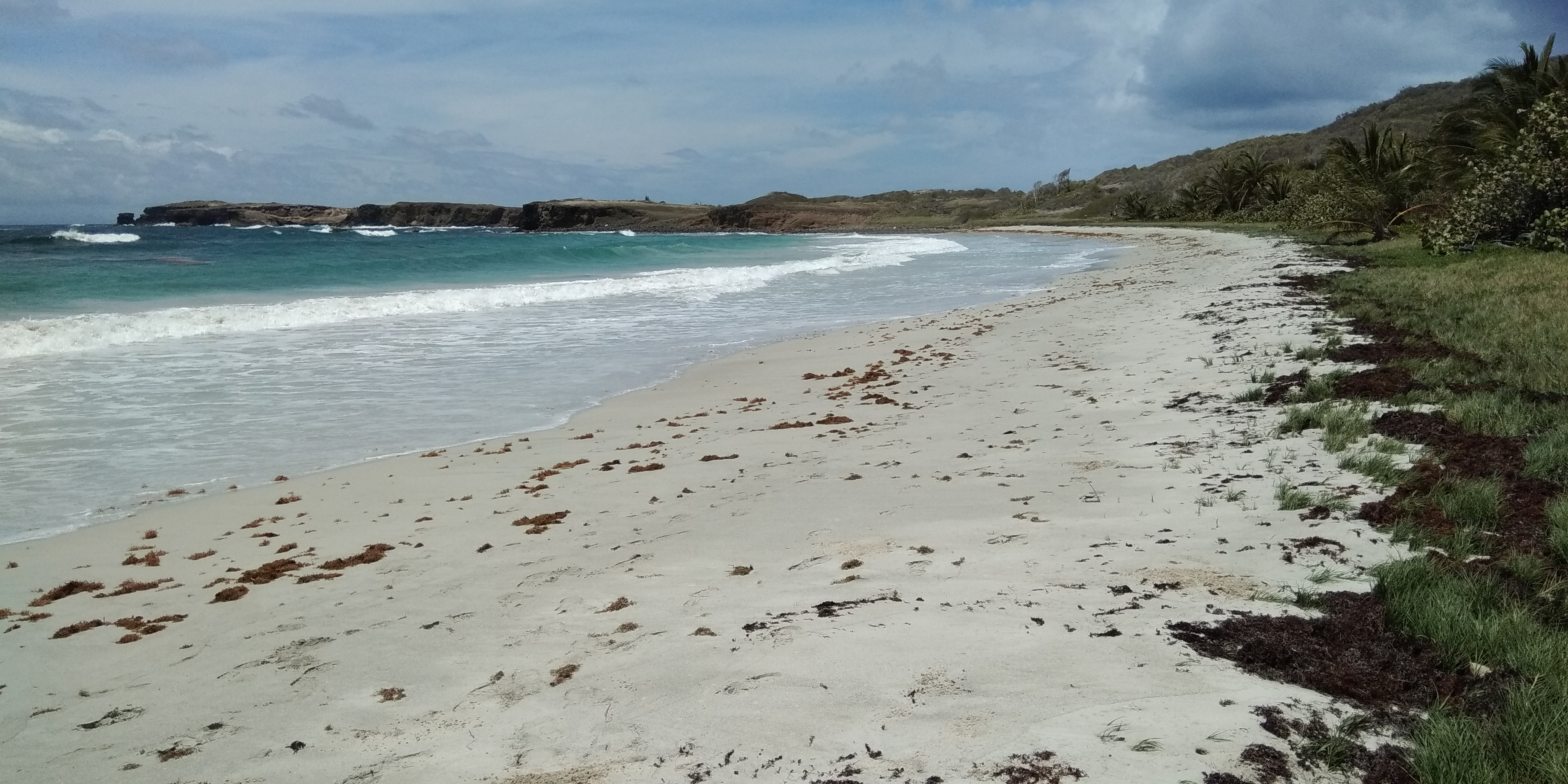
Vue en direction de la Pointe d'Enfer.
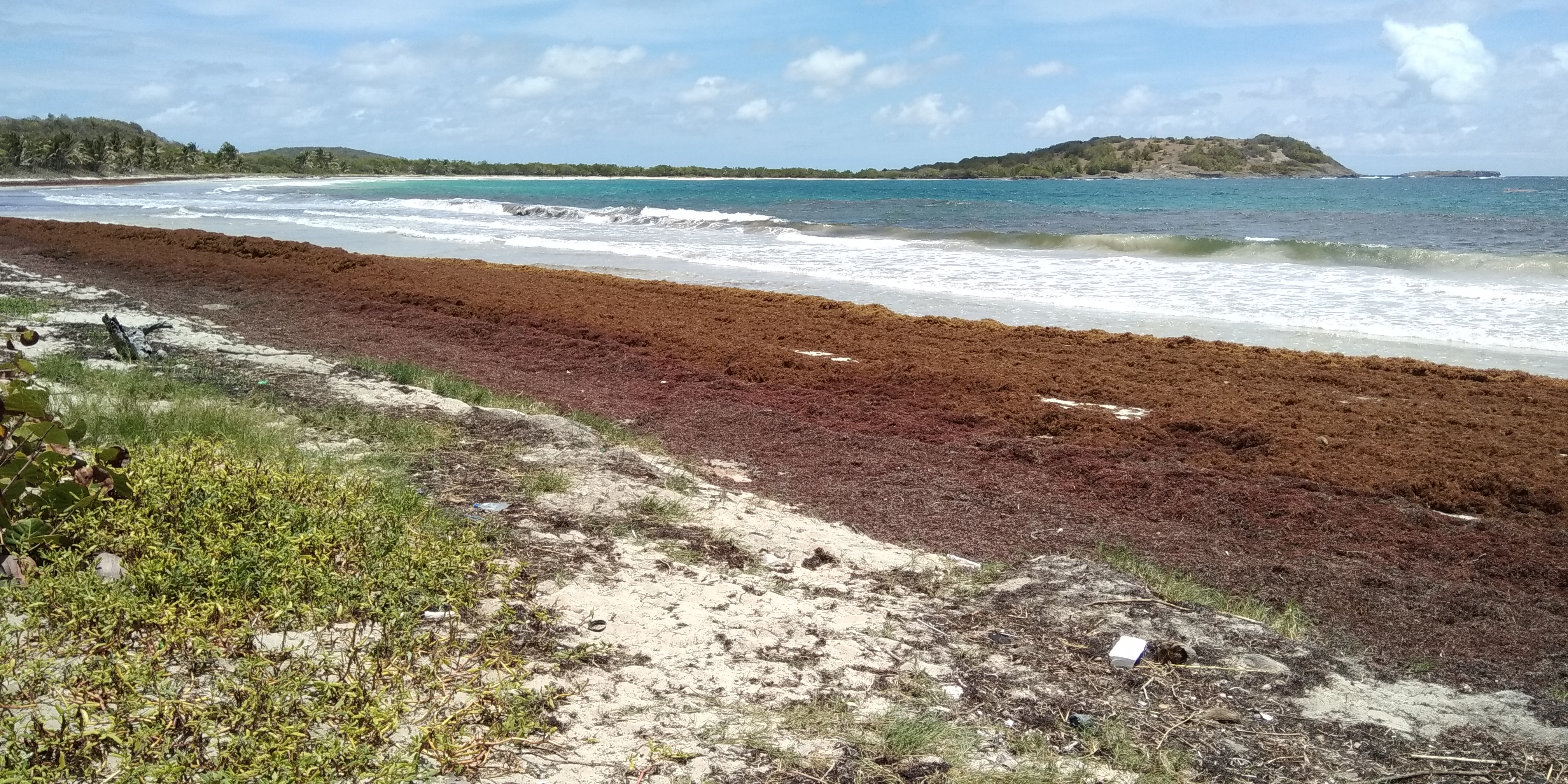
Échouage de sargasses au printemps 2018.